# Havsmiljöambassadör
Havsmiljöambassadör avser i Sverige sedan 6 juli 2007 en officiell representant inom det regionala och internationella havsmiljöarbetet. Mia Horn af Rantzien har utsetts till den första ambassadören. Hon är för närvarande[när?] Sveriges WTO-ambassadör och har tidigare arbetat med utvecklingsfrågor, bland annat som chef för Globalt Ansvar.